# معركة الغوالم
معركة الغوالم من أشهر المعارك التي خاضها جيش التحرير الوطني ضد الإستعمار الفرنسي والتي جرت جنوب مدينة وهران في 18-19-20 من شهر جويلية 1956.

## المعركة
دارت أحداث معركة الغوالم الشهيرة والتي جرت وقائعها أيام 18، 19 و20 جويلية من سنة 1956، جنوب وهران والتحديد نواحي بلدية طافراوي، وقادها القايد بوبرنوس، الذي هاجم القوات الفرنسية تحت إشراف الجنرال أونيل، حيث قُتل خلالها ما لا يقل عن 300 جندي من المستعمرين، وأُسقطت طائرتين حربيتين.
مع تفادي الخااسئر في صفوف المجاهدين، ليحل بعدها الجنرال السفاح أوبار، الذي كان وراء مجزرة راح ضحيتها 330 مواطنا من سكان المنطقة في عملية انتقامية، وذلك إلى جانب تسجيل 520 مفقودا من بينهم القايد بوراس والمجاهد زيتوني وغيرهم من أعيان العائلات الكبيرة بالمنطقة، التي تحولت إلى منطقة محرمة، فيما أُجبر السكان على الترحيل القصري نحو مدينة وهران ومدينة معسكر طيلة سنوات الثورة إلى غاية الاستقلال.